# تسامح (لغة)
التسامح استعمال اللفظ في غير الحقيقة بلا قصد علاقة معنوية، ولا نصب قرينة دالة عليه، اعتمادا على ظهور المعنى في المقام، فوجود العلاقة بمعنى التسامح. أي يرى أن أحدا لم يقل إن قولك: رأيت أسدا يرمي في الحمام، تسامح، وهو ألا يعلم الغرض من الكلام، ويحتاج إلى فهمه إلى تقدير لفظ آخر.